# 水酸化ニッケル(II)
水酸化ニッケル(II)（すいさんかニッケル(II)、Nickel(II) hydroxide）は、化学式 Ni(OH)2 で表される2価のニッケルの水酸化物である。

## 合成
二酸化炭素を含まない硝酸ニッケルの希薄水溶液に、炭酸塩を含まないやや過剰の水酸化カリウム水溶液を加えると沈殿として得られる。
{\displaystyle {\ce {Ni^{2+}(aq)\ + 2OH^{-}(aq) -> Ni(OH)2}}}
あるいは硝酸ニッケルにアンモニア水を加えて錯体としたヘキサアンミンニッケル(II)塩水溶液に水酸化カリウム水溶液を加えるとより良好な沈殿が得られる。
{\displaystyle {\ce {[Ni(NH3)6]^{2+}(aq)\ + 2OH^{-}(aq) -> Ni(OH)2\ + 6NH3}}}
原料に塩化ニッケルおよび硫酸ニッケルを直接用いて水酸化カリウムにより沈殿を作成すると、塩基性塩の沈殿が混入するため好ましくない。
水溶液から沈殿させたものはほぼNi(OH)2・1.5H2Oに相当するため、真空中で放置して無水物とする。

## 性質
緑色の結晶または粉末で、六方晶系の水酸化カドミウム型構造をとり、その格子定数はa = 3.117Å、c = 4.595Åである。
水には極僅かにしか溶解せず、希酸およびアンモニウム塩水溶液に容易く溶解する。その溶解度積は以下の通りである。
{\displaystyle {\ce {Ni(OH)2\ \rightleftarrows \ Ni^{2+}(aq)\ +2OH^{-}(aq)\ ,}}} {\displaystyle K_{sp}=2\times 10^{-15}}
アルカリ水溶液にはほとんど溶解しないが、アンモニア水およびシアン化カリウム水溶液には錯体を生成して溶解する。
{\displaystyle {\ce {Ni(OH)2\ + 6 NH3 ->\ [Ni(NH3)6]^{2+}\ + 2 OH^-}}}
{\displaystyle {\ce {Ni(OH)2\ + 4 CN^- ->\ [Ni(CN)4]^{2-}\ + 2 OH^-}}}
230℃程度の加熱により分解し、水を失って酸化ニッケルになるが完全に脱水するには赤熱する必要がある。
{\displaystyle {\ce {Ni(OH)2 -> NiO\ + H2O}}}

## 用途
ニッケル・カドミウム蓄電池およびニッケル・水素蓄電池の正極活物質として用いられる。ただし水酸化ニッケル(II)は放電された形態であり、充電によりオキシ水酸化ニッケル(III)となる。
{\displaystyle {\ce {NiO(OH)\ +H2O\ +{\mathit {e}}^{-}\ \rightleftarrows \ Ni(OH)2\ +OH^{-}\ ,}}} {\displaystyle E^{\circ }=0.48\ \mathrm {V} }